# Коюн
Коюн (тур. Koyun) — невеликий острів у Мармуровому морі біля берегів Туреччини, зі складу островів Пашалімани. Адміністративно острів відноситься до ілу Баликесір.
Острів розташований між більшими за площею Пашалімани на сході та Авша (відокремлений протокою Араблар) на заході. На півночі протокою Мармара відокремлений від острова Мармара. На півночі лежить невеликий острів Мамали, а біля південного сходу — дрібні Хаджі та Соган.
Острів немає постійного населення, але на півдні збудовано 19 котеджів для туристів.